# Olimpiai érmesek listája vízilabdában
Ez a lap az olimpiai érmesek listája vízilabdában 1900-tól 2024-ig.

## Összesített éremtáblázat
(A táblázatokban Magyarország és a rendező nemzet sportolói eltérő háttérszínnel, az egyes számoszlopok legmagasabb értéke vagy értékei vastagítással kiemelve.)
| A nyári olimpiai játékok összesített éremtáblázata vízilabdában | A nyári olimpiai játékok összesített éremtáblázata vízilabdában | A nyári olimpiai játékok összesített éremtáblázata vízilabdában | A nyári olimpiai játékok összesített éremtáblázata vízilabdában | A nyári olimpiai játékok összesített éremtáblázata vízilabdában | Olimpia  |
| --------------------------------------------------------------- | --------------------------------------------------------------- | --------------------------------------------------------------- | --------------------------------------------------------------- | --------------------------------------------------------------- | -------- |
|                                                                 | Ország                                                          | Arany                                                           | Ezüst                                                           | Bronz                                                           | Összesen |
| 1.                                                              | Magyarország (HUN)                                              | 9                                                               | 3                                                               | 5                                                               | 17       |
| 2.                                                              | Egyesült Államok (USA)                                          | 4                                                               | 6                                                               | 6                                                               | 16       |
| 3.                                                              | Olaszország (ITA)                                               | 4                                                               | 3                                                               | 3                                                               | 10       |
| 4.                                                              | Nagy-Britannia (GBR)                                            | 4                                                               | 0                                                               | 0                                                               | 4        |
| 5.                                                              | Jugoszlávia (YUG)                                               | 3                                                               | 4                                                               | 0                                                               | 7        |
| 6.                                                              | Szovjetunió (URS)                                               | 2                                                               | 2                                                               | 3                                                               | 7        |
| 7.                                                              | Szerbia (SRB)                                                   | 3                                                               | 0                                                               | 2                                                               | 5        |
| 8.                                                              | Spanyolország (ESP)                                             | 2                                                               | 3                                                               | 0                                                               | 5        |
| 9.                                                              | Horvátország (CRO)                                              | 1                                                               | 3                                                               | 0                                                               | 4        |
| 9.                                                              | Németország (GER)                                               | 1                                                               | 2                                                               | 0                                                               | 3        |
| 11.                                                             | Ausztrália (AUS)                                                | 1                                                               | 1                                                               | 2                                                               | 4        |
| 12.                                                             | Franciaország (FRA)                                             | 1                                                               | 0                                                               | 3                                                               | 4        |
| 12.                                                             | Hollandia (NED)                                                 | 1                                                               | 0                                                               | 3                                                               | 4        |
|                                                                 |                                                                 |                                                                 |                                                                 |                                                                 |          |
| 14.                                                             | Belgium (BEL)                                                   | 0                                                               | 4                                                               | 2                                                               | 6        |
| 15.                                                             | Görögország (GRE)                                               | 0                                                               | 2                                                               | 0                                                               | 2        |
| 16.                                                             | Oroszország (RUS)                                               | 0                                                               | 1                                                               | 3                                                               | 4        |
| 17.                                                             | Svédország (SWE)                                                | 0                                                               | 1                                                               | 2                                                               | 3        |
| 18.                                                             | Szerbia és Montenegró (SCG)                                     | 0                                                               | 1                                                               | 1                                                               | 2        |
|                                                                 |                                                                 |                                                                 |                                                                 |                                                                 |          |
| 19.                                                             | Egyesített Csapat (EUN)                                         | 0                                                               | 0                                                               | 1                                                               | 1        |
| 19.                                                             | NSZK (FRG)                                                      | 0                                                               | 0                                                               | 1                                                               | 1        |
|                                                                 |                                                                 |                                                                 |                                                                 |                                                                 |          |
| Összesen                                                        | Összesen                                                        | 36                                                              | 36                                                              | 37                                                              | 109      |

## Férfiak
| Olimpia              | Arany | Ezüst | Bronz |
| 1900, Párizs         | Nagy-Britannia (GBR) · (Osborne-i Úszó Club)Thomas Coe · Robert Crawshaw · William Henry · John Arthur Jarvis · Peter Kemp · Victor Lindberg · Frederick Stapleton | Belgium (BEL) · (Brüsszeli Úszó és Vízilabda Club)Jean de Backer · Victor de Behr · Henri Cohen · Fernand Feyaerts · Oscar Grégoire · Albert Michant · Victor Sonnemans | Franciaország (FRA) · (Lillei Neptun Tanítványai)Eugène Coulon · Fardelle · Favier · Leriche · Louis Martin · Désiré Mérchez · Charles Treffel |
| 1900, Párizs         | Nagy-Britannia (GBR) · (Osborne-i Úszó Club)Thomas Coe · Robert Crawshaw · William Henry · John Arthur Jarvis · Peter Kemp · Victor Lindberg · Frederick Stapleton | Belgium (BEL) · (Brüsszeli Úszó és Vízilabda Club)Jean de Backer · Victor de Behr · Henri Cohen · Fernand Feyaerts · Oscar Grégoire · Albert Michant · Victor Sonnemans | Franciaország (FRA) · (Libellule Párizs)Thomas W. Burgess · Jules Clévenot · Alphonse Decuyper · Louis Laufray · Henri Peslier · Pesloy · Paul Vasseur |
| 1904, St. Louis      | Egyesült Államok (USA) · (New York Athletic Club)David Bratton · George Van Cleaf · Leo Goodwin · Louis Handley · David Hesser · Joseph Ruddy · James Steen | Egyesült Államok (USA) · (Chicago Athletic Association)Rex Beach · Jerome Steever · Edwin Swatek · Charles Healy · Frank Kehoe · David Hammond · William Tuttle | Egyesült Államok (USA) · (Missouri Athletic Club)John Meyers · Manfred Toeppen · Gwynne Evans · Amedee Reyburn · Fred Schreiner · Augustus Goessling · William Orthwein |
| 1908, London         | Nagy-Britannia (GBR) · George Cornet · Charles Forsyth · George Nevinson · Paul Radmilovic · Charles Sydney Smith · Thomas Thould · George Wilkinson | Belgium (BEL) · Victor Boin · Herman Donners · Fernand Feyaerts · Oscar Grégoire · Herman Meyboom · Albert Michant · Joseph Pletinckx | Svédország (SWE) · Robert Andersson · Erik Bergvall · Pontus Hanson · Harald Julin · Torsten Kumfeldt · Axel Runström · Gunnar Wennerström |
| 1912, Stockholm      | Nagy-Britannia (GBR) · Charles Sydney Smith · George Cornet · George Wilkinson · Charles Bugbee · Arthur Edwin Hill · Paul Radmilovic · Isaac Bentham | Svédország (SWE) · Torsten Kumfeldt · Harald Julin · Max Gumpel · Robert Andersson · Pontus Hanson · Vilhelm Andersson · Erik Bergqvist | Belgium (BEL) · Albert Durant · Herman Donners · Victor Boin · Herman Meyboom · Joseph Pletinckx · Oscar Grégoire · Félicien Courbet · Jean Hoffman · Pierre Nijs |
| 1920, Antwerpen      | Nagy-Britannia (GBR) · Charles Sydney Smith · Paul Radmilovic · Charles Bugbee · Noel Purcell · Christopher Jones · William Peacock · William Henry Dean | Belgium (BEL) · Albert Durant · Gérard Blitz · Maurice Blitz · Joseph Pletinckx · Paul Gailly · Pierre Nijs · René Bauwens · Pierre Dewin | Svédország (SWE) · Harald Julin · Robert Andersson · Vilhelm Andersson · Erik Bergqvist · Max Gumpel · Pontus Hanson · Erik Andersson · Nils Backlund · Theodor Nauman · Torsten Kumfeldt                                                                                                   |
| 1924, Párizs         | Franciaország (FRA) · Albert Deborgies · Noël Delberghe · Robert Desmettre · Paul Dujardin · Albert Mayaud · Henri Padou · Georges Rigal · R. Bertrand · A. Fasani · Jean Lasquin · L. Perol                                                                             | Belgium (BEL) · Gérard Blitz · Maurice Blitz · Joseph Cludts · Joseph de Combe · Pierre Dewin · Albert Durant · Georges Fleurix · Paul Gailly · Joseph Pletinckx · Jules Thiry · Pierre Vermetten | Egyesült Államok (USA) · Arthur Austin · Oliver Horn · Fred Lauer · George Mitchell · John Norton · Wally O’Connor · George Schroth · Herbert Vollmer · Johnny Weissmuller · Elmer Collett · Henry Jamison Handy                                                                            |
| 1928, Amszterdam     | Németország (GER) · Max Amann · Karl Bähre · Emil Benecke · Johann Blank · Otto Cordes · Fritz Gunst · Erich Rademacher · Joachim Rademacher | Magyarország (HUN) · Barta István · Halassy Olivér · Homonnai Márton · Ivády Sándor · Keserű Alajos · Keserű Ferenc · Vértesy József | Franciaország (FRA) · Emile Bulteel · Henri Cuvelier · Paul Dujardin · Jules Keignaert · Henri Padou · Ernest Rogez · Albert Thévenon · Achille Tribouillet · Albert Vandeplancke |
| 1932, Los Angeles    | Magyarország (HUN) · Barta István · Bródy György · Halassy Olivér · Homonnai Márton · Ivády Sándor · Keserű Alajos · Keserű Ferenc · Németh János · Sárkány Miklós · Vértesy József                                                                                      | Németország (GER) · Emil Benecke · Otto Cordes · Hans Eckstein · Fritz Gunst · Erich Rademacher · Joachim Rademacher · Hans Schulze · Heiko Schwartz | Egyesült Államok (USA) · Austin Clapp · Philip Daubenspeck · Charles Finn · Charles McCallister · Wally O’Connor · Cal Strong · Herbert Wildman |
| 1936, Berlin         | Magyarország (HUN) · Bozsi Mihály · Brandi Jenő · Bródy György · Halassy Olivér · Hazai Kálmán · Homonnai Márton · Kutasi György · Molnár István · Németh János · Sárkány Miklós · Tarics Sándor                                                                         | Németország (GER) · Bernhard Baier · Fritz Gunst · Josef Hauser · Alfred Kienzle · Paul Klingenburg · Heinrich Krug · Hans Schneider · Hans Schulze · Gustav Schürger · Helmuth Schwenn · Fritz Stolze | Belgium (BEL) · Gérard Blitz · Albert Castelyns · Pierre Coppieters · Joseph De Combe · Henri De Pauw · Henri Disy · Fernand Isselé · Edmond Michiels · Henri Stoelen |
| 1948, London         | Olaszország (ITA) · Ermenegildo Arena · Emilio Bulgarelli · Pasquale Buonocore · Aldo Ghira · Mario Majoni · Geminio Ognio · Gianfranco Pandolfini · Tullo Pandolfini · Cesare Rubini                                                                                    | Magyarország (HUN) · Brandi Jenő · Csuvik Oszkár · Fábián Dezső · Gyarmati Dezső · Győrfi Endre · Holop Miklós · Jeney László · Lemhényi Dezső · Szittya Károly · Szívós István | Hollandia (NED) · Cor Braasem · Hennie Keetelaar · Nijs Korevaar · Joop Rohner · Frits Ruimschotel · Piet Salomons · Frits Smol · Hans Stam · Ruud van Feggelen |
| 1952, Helsinki       | Magyarország (HUN) · Jeney László · Gyarmati Dezső · Hasznos István · Kárpáti György · Antal Róbert · Fábián Dezső · Markovits Kálmán · Szittya Károly · Lemhényi Dezső · Martin Miklós · Bolvári Antal · Szívós István · Vízvári György                                 | Jugoszlávia (YUG) · Zdravko Kovačić · Veljko Bakašun · Ivo Štakula · Zdravko Ježić · Ivo Kurtini · Boško Vuksanović · Lovro Radonić · Vladimir Ivković · Marko Brainović | Olaszország (ITA) · Raffaello Gambino · Cesare Rubini · Maurizio Mannelli · Geminio Ognio · Ermenegildo Arena · Renato De Sanzuane · Carlo Peretti · Renato Traiola · Vincenzo Polito · Salvatore Gionta · Lucio Ceccarini                                                                  |
| 1956, Melbourne      | Magyarország (HUN) · Bolvári Antal · Boros Ottó · Gyarmati Dezső · Hevesi István · Jeney László · Kanizsa Tivadar · Kárpáti György · Markovits Kálmán · Mayer Mihály · Szívós István · Zádor Ervin                                                                       | Jugoszlávia (YUG) · Ivo Cipci · Tomislav Franjković · Vladimir Ivković · Zdravko Ježić · Hrvoje Kačić · Zdravko Kovačić · Lovro Radonjić · Marijan Žužej | Szovjetunió (URS) · Borisz Gojhman · Valentyin Prokopov · Jurij Sljapin · Vjacseszlav Kurennoj · Pjotr Breusz · Pjotr Msvenyieradze · Borisz Markarov · Mihail Rizsak · Viktor Agejev · Nodar Gvaharija                                                                                     |
| 1960, Róma           | Olaszország (ITA) · Amedo Ambron · Danio Bardi · Giuseppe D’Altrui · Salvatore Gionta · Giancarlo Guerrini · Franco Lavoratori · Gianni Lonzi · Luigi Mannelli · Eraldo Pizzo · Rosario Parmegiani · Dante Rossi · Brunello Spinelli                                     | Szovjetunió (URS) · Vlagyimir Szemjonov · Anatolij Kartasov · Vlagyimir Novikov · Pjotr Msvenyieradze · Jurij Grigorovszkij · Viktor Agejev · Givi Csikvanaia · Leri Gogoladze · Vjacseszlav Kurennoj · Borisz Gojhman · Jevgenyij Szalcin | Magyarország (HUN) · Markovits Kálmán · Katona András · Kárpáti György · Jeney László · Boros Ottó · Hevesi István · Mayer Mihály · Dömötör Zoltán · Gyarmati Dezső · Kanizsa Tivadar · Rusorán Péter · Bodnár András · Felkai László · Konrád János                                        |
| 1964, Tokió          | Magyarország (HUN) · Ambrus Miklós · Felkai László · Konrád János · Dömötör Zoltán · Kanizsa Tivadar · Rusorán Péter · Kárpáti György · Mayer Mihály · Gyarmati Dezső · Pócsik Dénes · Bodnár András · Boros Ottó                                                        | Jugoszlávia (YUG) · Milan Muškatirović · Ivo Trumbić · Vinko Rosić · Zlatko Šimenc · Božidar Stanišić · Ante Nardeli · Zoran Janković · Mirko Sandić · Frane Nonković · Ozren Bonačić · Karlo Stipanić | Szovjetunió (URS) · Igor Grabovszkij · Vlagyimir Kuznyecov · Borisz Grisin · Borisz Popov · Nyikolaj Kalasnyikov · Zenon Bortkevics · Nyikolaj Kuznyecov · Vlagyimir Szemjonov · Viktor Agejev · Leonyid Oszipov · Eduard Jegorov                                                           |
| 1968, Mexikóváros    | Jugoszlávia (YUG) · Ozren Bonačić · Dejan Dabović · Zdravko Hebel · Zoran Janković · Ronald Lopatni · Uroš Marović · Đorđe Perišić · Miroslav Poljak · Mirko Sandić · Karlo Stipanić · Ivo Trumbić                                                                       | Szovjetunió (URS) · Vagyim Guljajev · Givi Csikvanaia · Borisz Grisin · Alekszandr Dolgusin · Alekszej Barkalov · Jurij Grigorovszkij · Vlagyimir Szemjonov · Alekszandr Sidlovszkij · Vjacseszlav Szkok · Leonyid Oszipov · Oleg Bovin | Magyarország (HUN) · Bodnár András · Dömötör Zoltán · Felkai László · Konrád Ferenc · Konrád János · Mayer Mihály · Molnár Endre · Pócsik Dénes · Sárosi László · Steinmetz János · ifj. Szívós István                                                                                      |
| 1972, München        | Szovjetunió (URS) · Anatolij Akimov · Alekszej Barkalov · Vagyim Guljajev · Alekszandr Dolgusin · Alekszandr Dreval · Vlagyimir Zsmudszkij · Alekszandr Kabanov · Leonyid Oszipov · Vjacseszlav Szobcsenko · Nyikolaj Melnyikov · Alekszandr Sidlovszkij                 | Magyarország (HUN) · Bodnár András · Cservenyák Tibor · Faragó Tamás · Görgényi István · Kásás Zoltán · Konrád Ferenc · Magas István · Molnár Endre · Pócsik Dénes · Sárosi László · ifj. Szívós István | Egyesült Államok (USA) · Peter Asch · Steven Barnett · Bruce Bradley · Stanley Cole · James Ferguson · Eric Lindroth · John Parker · Gary Sheerer · James Slatton · Russell Webb · Barry Weitzenberg                                                                                        |
| 1976, Montréal       | Magyarország (HUN) · Csapó Gábor · Cservenyák Tibor · Faragó Tamás · Gerendás György · Horkai György · Kenéz György · Konrád Ferenc · Molnár Endre · Sárosi László · Sudár Attila · ifj. Szívós István                                                                   | Olaszország (ITA) · Umberto Panerai · Roldano Simeoni · Riccardo De Magistris · Alessandro Ghibellini · Sante Marsili · Vincenzo D'Angelo · Marcello Del Duca · Gianni De Magistris · Alberto Alberani · Silvio Baracchini · Luigi Castagnola | Hollandia (NED) · Alex Boegschoten · Ton Buunk · Piet de Zwarte · Andy Hoepelman · Evert Kroon · Nico Landeweerd · Hans Smits · Gijze Stroboer · Rik Toonen · Hans van Zeeland · Jan Evert Veer                                                                                             |
| 1980, Moszkva        | Szovjetunió (URS) · Jevgenyij Saranov · Szergej Kotyenko · Vlagyimir Akimov · Jevgenyij Grisin · Mait Riisman · Alekszandr Kabanov · Alekszej Barkalov · Jerkin Sagajev · Georgij Msvenyieradze · Mihail Ivanov · Vjacseszlav Szobcsenko                                 | Jugoszlávia (YUG) · Luko Vezilić · Zoran Gopčević · Damir Polić · Ratko Rudić · Zoran Mustur · Zoran Roje · Milivoj Bebić · Slobodan Trifunović · Boško Lozica · Predrag Manojlović · Milorad Krivokapić | Magyarország (HUN) · Csapó Gábor · Faragó Tamás · Gerendás György · Hauszler Károly · Horkai György · Kiss István · Kuncz László · Molnár Endre · Sudár Attila · ifj. Szívós István · Udvardi István                                                                                        |
| 1984, Los Angeles    | Jugoszlávia (YUG) · Milorad Krivokapić · Deni Lušić · Zoran Petrović · Božo Vuletić · Veselin Đuho · Zoran Roje · Milivoj Bebić · Perica Bukić · Goran Sukno · Tomislav Paškvalin · Igor Milanović · Dragan Andrić · Andrija Popović                                     | Egyesült Államok (USA) · Craig Wilson · Kevin Robertson · Gary Figueroa · Peter Campbell · Douglas Burke · Joseph Vargas · Jon Svendsen · John Siman · Andrew McDonald · Terry Schroeder · Jody Campbell · Timothy Shaw · Christopher Dorst | NSZK (FRG) · Peter Röhle · Thomas Loebb · Frank Otto · Rainer Hoppe · Armando Fernández · Thomas Huber · Jürgen Schröder · Rainer Osselmann · Hagen Stamm · Roland Freund · Dirk Theismann · Werner Obschernikat                                                                            |
| 1988, Szöul          | Jugoszlávia (YUG) · Aleksandar Šoštar · Deni Lušić · Dubravko Šimenc · Perica Bukić · Veselin Đuho · Dragan Andrić · Mirko Vičević · Igor Gočanin · Mislav Bezmalinović · Tomislav Paškvalin · Igor Milanović · Goran Rađenović · Petar Kočić                            | Egyesült Államok (USA) · Craig Wilson · Kevin Robertson · James Bergeson · Peter Campbell · Douglas Kimbell · Edward Klass · Alan Mouchawar · Jeffrey Campbell · Gregory Boyer · Terry Schroeder · Jody Campbell · Christopher Duplanty · Michael Evans                                                                                            | Szovjetunió (URS) · Jevgenyij Saronov · Nurlan Mendigalijev · Jevgenyij Grisin · Alekszandr Kolotov · Szergej Naumov · Viktor Berengyuha · Szergej Kotyenko · Dmitrij Apanaszenko · Giorgi Msvenieradze · Mihail Ivanov · Serghei Marcoci · Mikola Szmirnov · Miheil Giorgadze              |
| 1992, Barcelona      | Olaszország (ITA) · Francesco Attolico · Alessandro Bovo · Alessandro Campagna · Paolo Caldarella · Massimiliano Ferretti · Giuseppe Porzio · Marco D'Altrui · Mario Fiorillo · Ferdinando Gandolfi · Amedeo Pomilio · Francesco Porzio · Carlo Silipo · Gianni Averaimo | Spanyolország (ESP) · Daniel Ballart · Jesús Miguel Rollán · Jordi Sans · Josep Picó · Manuel Estiarte · Manuel Silvestre · Marco Antonio González · Miguel Ángel Oca · Pedro García · Ricardo Sánchez · Rubén Michavila · Salvador Gómez · Sergi Pedrerol                                                                                         | Egyesített Csapat (EUN) · Szergej Naumov · Alekszandr Ogorodnyikov · Alexander Tchigir · Dmitrij Apanaszenko · Andrej Belofasztov · Jevgenyij Saranov · Dmitrij Gorskov · Vlagyimir Karabutov · Alekszandr Kolotov · Andriy Kovalenko · Nyikolaj Kozlov · Szergej Markocs · Alekszej Vdovin |
| 1996, Atlanta        | Spanyolország (ESP) · Josep María Abarca · Ángel Luis Andreo · Daniel Ballart · Pedro García · Salvador Gómez · Manuel Estiarte · Iván Moro · Miguel Ángel Oca · Jorge Payá · Sergi Pedrerol · Jesús Miguel Rollán · Jordi Sans · Carles Sans                            | Horvátország (CRO) · Maro Balić · Perica Bukić · Damir Glavan · Igor Hinić · Vjekoslav Kobeščak · Joško Kreković · Ognjen Kržić · Dubravko Šimenc · Siniša Školneković · Ratko Štritof · Renato Vrbičić · Tino Vegar · Zdeslav Vrdoljak | Olaszország (ITA) · Alberto Angelini · Francesco Attolico · Fabio Bencivenga · Alessandro Bovo · Alessandro Calcaterra · Roberto Calcaterra · Marco Gerini · Alberto Ghibellini · Luca Guistolisi · Amedeo Pomilio · Francesco Postiglione · Carlo Silipo · Leonardo Sottani                |
| 2000, Sydney         | Magyarország (HUN) · Vári Attila · Szécsi Zoltán · Székely Bulcsú · Varga Zsolt · Märcz Tamás · Molnár Tamás · Steinmetz Barnabás · Kásás Tamás · Kiss Gergely · Kósz Zoltán · Benedek Tibor · Biros Péter · Fodor Rajmund                                               | Oroszország (RUS) · Irek Zinnurov · Dmitrij Sztratan · Revaz Csomahidze · Marat Zakirov · Nyikolaj Kozlov · Nyikolaj Makszimov · Andrej Rekecsinszkij · Szergej Garbuzov · Dmitrij Gorskov · Jurij Jacev · Roman Balasov · Dmitrij Dugin · Alekszandr Jerisov                                                                                      | Jugoszlávia (YUG) · Predrag Zimonjić · Jugoslav Vasović · Vladimir Vujasinović · Nenad Vukanić · Aleksandar Šoštar · Petar Trbojević · Veljko Uskoković · Nikola Kuljača · Aleksandar Šapić · Dejan Savić · Aleksandar Ćirić · Danilo Ikodinović · Viktor Jelenić                           |
| 2004, Athén          | Magyarország (HUN) · Benedek Tibor · Biros Péter · Fodor Rajmund · Gergely István · Kásás Tamás · Kiss Gergely · Madaras Norbert · Molnár Tamás · Steinmetz Ádám · Steinmetz Barnabás · Szécsi Zoltán · Varga Tamás · Vári Attila                                        | Szerbia és Montenegró (SCG) · Aleksandar Ćirić · Vladimir Gojković · Danilo Ikodinović · Viktor Jelenić · Predrag Jokić · Nikola Kuljača · Slobodan Nikić · Aleksandar Šapić · Dejan Savić · Denis Šefik · Petar Trbojević · Vanja Udovičić · Vladimir Vujasinović                                                                                 | Oroszország (RUS) · Roman Balasov · Revaz Csomahidze · Alekszandr Fjodorov · Szergej Garbuzov · Dmitrij Gorskov · Alekszandr Jerisov · Vitalij Jurcsik · Nyikolaj Kozlov · Nyikolaj Makszimov · Andrej Rekecsinszkij · Dmitrij Sztratan · Marat Zakirov · Irek Zinnurov                     |
| 2008, Peking         | Magyarország (HUN) · Benedek Tibor · Biros Péter · Gergely István · Hosnyánszky Norbert · Kásás Tamás · Kis Gábor (vízilabdázó) · Kiss Gergely · Madaras Norbert · Molnár Tamás · Szécsi Zoltán · Varga Dániel · Varga Dénes · Varga Tamás                               | Egyesült Államok (USA) · Merrill Moses · Peter Varellas · Peter Hudnut · Jeff Powers · Adam Wright · Rick Merlo · Layne Beaubien · Tony Azevedo · Ryan Bailey · Tim Hutten · Jesse Smith · J. W. Krumpholz · Brandon Brooks | Szerbia (SRB) · Denis Šefik · Živko Gocić · Andrija Prlainović · Vanja Udovičić · Dejan Savić · Duško Pijetlović · Nikola Rađen · Filip Filipović · Aleksandar Ćirić · Aleksandar Šapić · Vladimir Vujasinović · Branko Peković · Slobodan Soro                                             |
| 2012, London         | Horvátország (CRO) · Josip Pavić · Damir Burić · Miho Bošković · Nikša Dobud · Maro Joković · Petar Muslim · Ivan Buljubašić · Andro Bušlje · Sandro Sukno · Samir Barač · Igor Hinić · Paulo Obradović · Frano Vićan                                                    | Olaszország (ITA) · Stefano Tempesti · Amaurys Pérez · Niccolò Gitto · Pietro Figlioli · Alex Giorgetti · Maurizio Felugo · Massimo Giacoppo · Valentino Gallo · Christian Presciutti · Deni Fiorentini · Matteo Aicardi · Danijel Premuš · Giacomo Pastorino                                                                                      | Szerbia (SRB) · Slobodan Soro · Aleksa Šaponjić · Živko Gocić · Vanja Udovičić · Dušan Mandić · Duško Pijetlović · Slobodan Nikić · Milan Aleksić · Nikola Rađen · Filip Filipović · Andrija Prlainović · Stefan Mitrović · Gojko Pijetlović                                                |
| 2016, Rio de Janeiro | Szerbia (SRB) · Gojko Pijetlović · Dušan Mandić · Živko Gocić · Sava Ranđelović · Miloš Ćuk · Duško Pijetlović · Slobodan Nikić · Milan Aleksić · Nikola Jakšić · Filip Filipović · Andrija Prlainović · Stefan Mitrović · Branislav Mitrović                            | Horvátország (CRO) · Josip Pavić · Damir Burić · Antonio Petković · Luka Lončar · Maro Joković · Luka Bukić · Marko Macan · Andro Bušlje · Sandro Sukno · Ivan Krapić · Anđelo Šetka · Xavier García · Marko Bijač | Olaszország (ITA) · Stefano Tempesti · Francesco Di Fulvio · Niccolò Gitto · Pietro Figlioli · Alessandro Velotto · Michaël Bodegas · Andrea Fondelli · Valentino Gallo · Christian Presciutti · Nicholas Presciutti · Matteo Aicardi · Alessandro Nora · Marco Del Lungo                   |
| 2020, Tokió          | Szerbia (SRB) · Milan Aleksić · Nikola Dedović · Filip Filipović · Nikola Jakšić · Đorđe Lazić · Dušan Mandić · Branislav Mitrović · Stefan Mitrović · Duško Pijetlović · Gojko Pijetlović · Andrija Prlainović · Sava Ranđelović · Strahinja Rašović                    | Görögország (GRE) · Sztilianósz Arjirópulosz · Jeórjiosz Dervíszisz · Jánisz Fundúlisz · Konsztandínosz Galanídisz · Konsztandínosz Jenidúniasz · Konsztandínosz Gyuvecísz · Máriosz Kapócisz · Hrisztódulosz Kolómvosz · Konsztandínosz Muríkisz · Aléxandrosz Papanasztaszíu · Dimítriosz Szkumbákisz · Ángelosz Vlahópulosz · Emanuíl Zerdevász | Magyarország (HUN) · Angyal Dániel · Erdélyi Balázs · Hárai Balázs · Hosnyánszky Norbert · Jansik Szilárd · Manhercz Krisztián · Mezei Tamás · Nagy Viktor · Pásztor Mátyás · Vámos Márton · Varga Dénes · Vogel Soma · Zalánki Gergő                                                       |
| 2024, Párizs         | Szerbia (SRB) · Miloš Ćuk · Nikola Dedović · Radomir Drašović · Radoslav Filipović · Nikola Jakšić · Petar Jakšić · Dušan Mandić · Vladimir Mišović · Sava Ranđelović · Strahinja Rašović · Viktor Rašović · Nemanja Ubović · Nemanja Vico                               | Horvátország (CRO) · Marko Bijač · Matias Biljaka · Luka Bukić · Rino Burić · Loren Fatović · Konsztantyin Harkov · Maro Joković · Luka Lončar · Jerko Marinić Kragić · Toni Popadić · Josip Vrlić · Ante Vukičević · Marko Žuvela | Egyesült Államok (USA) · Alex Bowen · Luca Cupido · Hannes Daube · Chase Dodd · Ryder Dodd · Ben Hallock · Drew Holland · Johnny Hooper · Max Irving · Alex Obert · Marko Vavic · Adrian Weinberg · Dylan Woodhead                                                                          |

### Férfi éremtáblázat
| A nyári olimpiai játékok éremtáblázata férfi vízilabdában | A nyári olimpiai játékok éremtáblázata férfi vízilabdában | A nyári olimpiai játékok éremtáblázata férfi vízilabdában | A nyári olimpiai játékok éremtáblázata férfi vízilabdában | A nyári olimpiai játékok éremtáblázata férfi vízilabdában | Olimpia  |
| --------------------------------------------------------- | --------------------------------------------------------- | --------------------------------------------------------- | --------------------------------------------------------- | --------------------------------------------------------- | -------- |
|                                                           | Ország                                                    | Arany                                                     | Ezüst                                                     | Bronz                                                     | Összesen |
| 1.                                                        | Magyarország (HUN)                                        | 9                                                         | 3                                                         | 4                                                         | 16       |
| 2.                                                        | Nagy-Britannia (GBR)                                      | 4                                                         | 0                                                         | 0                                                         | 4        |
| 3.                                                        | Jugoszlávia (YUG)                                         | 3                                                         | 4                                                         | 0                                                         | 7        |
| 4.                                                        | Olaszország (ITA)                                         | 3                                                         | 2                                                         | 3                                                         | 8        |
| 5.                                                        | Szerbia (SRB)                                             | 3                                                         | 0                                                         | 2                                                         | 5        |
| 6.                                                        | Szovjetunió (URS)                                         | 2                                                         | 2                                                         | 3                                                         | 7        |
| 7.                                                        | Egyesült Államok (USA)                                    | 1                                                         | 4                                                         | 5                                                         | 10       |
| 8.                                                        | Horvátország (CRO)                                        | 1                                                         | 3                                                         | 0                                                         | 4        |
| 8.                                                        | Németország (GER)                                         | 1                                                         | 2                                                         | 0                                                         | 3        |
| 10.                                                       | Spanyolország (ESP)                                       | 1                                                         | 1                                                         | 0                                                         | 2        |
| 11.                                                       | Franciaország (FRA)                                       | 1                                                         | 0                                                         | 3                                                         | 4        |
|                                                           |                                                           |                                                           |                                                           |                                                           |          |
| 12.                                                       | Belgium (BEL)                                             | 0                                                         | 4                                                         | 2                                                         | 6        |
| 13.                                                       | Svédország (SWE)                                          | 0                                                         | 1                                                         | 2                                                         | 3        |
| 14.                                                       | Oroszország (RUS)                                         | 0                                                         | 1                                                         | 1                                                         | 2        |
| 14.                                                       | Szerbia és Montenegró (SCG)                               | 0                                                         | 1                                                         | 1                                                         | 2        |
| 16.                                                       | Görögország (GRE)                                         | 0                                                         | 1                                                         | 0                                                         | 1        |
|                                                           |                                                           |                                                           |                                                           |                                                           |          |
| 17.                                                       | Hollandia (NED)                                           | 0                                                         | 0                                                         | 2                                                         | 2        |
| 18.                                                       | Egyesített Csapat (EUN)                                   | 0                                                         | 0                                                         | 1                                                         | 1        |
| 18.                                                       | NSZK (FRG)                                                | 0                                                         | 0                                                         | 1                                                         | 1        |
|                                                           |                                                           |                                                           |                                                           |                                                           |          |
| Összesen                                                  | Összesen                                                  | 29                                                        | 29                                                        | 30                                                        | 88       |

## Nők
| Olimpia              | Arany | Ezüst | Bronz |
| 2000, Sydney         | Ausztrália (AUS) · Taryn Woods · Debbie Watson · Liz Weekes · Danielle Woodhouse · Bronwyn Mayer · Gail Miller · Melissa Mills · Simone Hankin · Yvette Higgins · Kate Hooper · Naomi Castle · Joanne Fox · Bridgette Gusterson                                    | Egyesült Államok (USA) · Brenda Villa · Kathy Sheehy · Coralie Simmons · Julie Swail · Courtney Johnson · Maureen O’Toole · Nicolle Payne · Heather Petri · Ericka Lorenz · Heather Moody · Bernice Orwig · Robin Beauregard · Ellen Estes                               | Oroszország (RUS) · Jekatyerina Vasziljeva · Jelena Szmurova · Jelena Tokun · Irina Tolkunova · Julija Petrova · Tatyjana Petrova · Galina Ritova · Marija Koroljova · Natalja Kutuzova · Szvetlana Kuzina · Marina Akobija · Jekatyerina Anyikejeva · Szofja Konuh                    |
| 2004, Athén          | Olaszország (ITA) · Francesca Conti · Martina Miceli · Carmela Allucci · Silvia Bosurgi · Elena Gigli · Emanuela Zanchi · Tania Di Mario · Cinzia Ragusa · Giusy Malato · Alexandra Araujo · Maddalena Musumeci · Melania Grego · Tóth Noémi                       | Görögország (GRE) · Dímitra Aszilián · Jeorjía Elináki · Katerína Ikonomopúlu · Eftihía Karajáni · Angelikí Karapatáki · Sztavrúla Kozómboli · Júli Lára · Kikí Liószi · Andiópi Melidóni · Andonía Moraíti · Evangelía Moraitídu · Anthúla Milonáki · Andigóni Rumbészi | Egyesült Államok (USA) · Jacqueline Frank · Heather Petri · Ericka Lorenz · Brenda Villa · Ellen Estes · Natalie Golda · Margaret Dingeldein · Kelly Rulon · Heather Moody · Robin Beauregard · Amber Stachowski · Nicolle Payne · Thalia Munro                                        |
| 2008, Peking         | Hollandia (NED) · Ilse van der Meijden · Yasemin Smit · Mieke Cabout · Biurakn Hakhverdian · Marieke van den Ham · Danielle de Bruijn · Iefke van Belkum · Noeki Klein · Gillian van den Berg · Alette Sijbring · Rianne Guichelaar · Simone Koot · Meike de Nooy  | Egyesült Államok (USA) · Elizabeth Armstrong · Heather Petri · Brittany Hayes · Brenda Villa · Lauren Wenger · Natalie Golda · Patty Cardenas · Jessica Steffens · Elsie Windes · Alison Gregorka · Moriah van Norman · Kami Craig · Jaime Hipp                          | Ausztrália (AUS) · Emma Knox · Gemma Beadsworth · Nikita Cuffe · Rebecca Rippon · Suzie Fraser · Bronwen Knox · Taniele Gofers · Kate Gynther · Jenna Santoromito · Mia Santoromito · Melissa Rippon · Amy Hetzel · Alicia McCormack                                                   |
| 2012, London         | Egyesült Államok (USA) · Tumuaialii Anae · Betsey Armstrong · Kami Craig · Annika Dries · Courtney Mathewson · Heather Petri · Kelly Rulon · Melissa Seidemann · Jessica Steffens · Maggie Steffens · Brenda Villa · Lauren Wenger · Elsie Windes                  | Spanyolország (ESP) · Marta Bach · Andrea Blas · Ana Copado · Anni Espar · Laura Ester · María García Godoy · Laura López · Lorena Miranda · Ona Meseguer · Matilde Ortiz · Jennifer Pareja · María del Pilar Peña · Roser Tarragó                                       | Ausztrália (AUS) · Gemma Beadsworth · Victoria Brown · Kate Gynther · Bronwen Knox · Holly Lincoln-Smith · Alicia McCormack · Jane Moran · Glencora Ralph · Mel Rippon · Sophie Smith · Ashleigh Southern · Rowie Webster · Nicola Zagame                                              |
| 2016, Rio de Janeiro | Egyesült Államok (USA) · Samantha Hill · Maddie Musselman · Melissa Seidemann · Rachel Fattal · Aria Fischer · Maggie Steffens · Courtney Mathewson · Kiley Neushul · Caroline Clark · Kaleigh Gilchrist · Makenzie Fischer · Kami Craig · Ashleigh Johnson        | Olaszország (ITA) · Giulia Gorlero · Chiara Tabani · Arianna Garibotti · Elisa Queirolo · Federica Radicchi · Rosaria Aiello · Tania Di Mario · Roberta Bianconi · Giulia Emmolo · Francesca Pomeri · Aleksandra Cotti · Teresa Frassinetti · Laura Teani                | Oroszország (RUS) · Anna Usztyuhina · Marija Boriszova · Jekatyerina Prokofjeva · Elvina Karimova · Nagyezsda Fedotova · Olga Belova · Jekatyerina Liszunova · Anasztaszija Simanovics · Anna Tyimofejevna · Jevgenyija Szoboleva · Jevgenyija Ivanovna · Anna Grinyova · Anna Karnauh |
| 2020, Tokió          | Egyesült Államok (USA) · Rachel Fattal · Aria Fischer · Makenzie Fischer · Kaleigh Gilchrist · Stephania Haralabidis · Paige Hauschild · Ashleigh Johnson · Amanda Longan · Maddie Musselman · Jamie Neushul · Melissa Seidemann · Maggie Steffens · Alys Williams | Spanyolország (ESP) · Marta Bach · Anni Espar · Clara Espar · Laura Ester · Judith Forca · Maica García Godoy · Irene González · Paula Leitón · Beatriz Ortiz · Pilar Peña · Elena Ruiz · Elena Sánchez · Roser Tarragó                                                  | Magyarország (HUN) · Gangl Edina · Garda Krisztina · Gurisatti Gréta · Gyöngyössy Anikó · Illés Anna · Keszthelyi Rita · Leimeter Dóra · Magyari Alda · Parkes Rebecca · Rybanska Natasa · Szilágyi Dorottya · Szűcs Gabriella · Vályi Vanda                                           |
| 2024, Párizs         | Spanyolország (ESP) · Paula Camus · Paula Crespí · Anni Espar · Laura Ester · Judith Forca · Maica García Godoy · Paula Leitón · Beatriz Ortiz · Pilar Peña · Nona Pérez · Isabel Piralkova · Elena Ruiz · Martina Terré                                           | Ausztrália (AUS) · Abby Andrews · Charlize Andrews · Zoe Arancini · Elle Armit · Keesja Gofers · Sienna Green · Bronte Halligan · Sienna Hearn · Danijela Jackovich · Matilda Kearns · Genevieve Longman · Gabriella Palm · Alice Williams                               | Hollandia (NED) · Laura Aarts · Sarah Buis · Kitty-Lynn Joustra · Maartje Keuning · Lola Moolhuijzen · Bente Rogge · Lieke Rogge · Vivian Sevenich · Brigitte Sleeking · Nina ten Broek · Simone van de Kraats · Sabrina van der Sloot · Iris Wolves                                   |

### Női éremtáblázat
| A nyári olimpiai játékok éremtáblázata női vízilabdában | A nyári olimpiai játékok éremtáblázata női vízilabdában | A nyári olimpiai játékok éremtáblázata női vízilabdában | A nyári olimpiai játékok éremtáblázata női vízilabdában | A nyári olimpiai játékok éremtáblázata női vízilabdában | Olimpia  |
| ------------------------------------------------------- | ------------------------------------------------------- | ------------------------------------------------------- | ------------------------------------------------------- | ------------------------------------------------------- | -------- |
|                                                         | Ország                                                  | Arany                                                   | Ezüst                                                   | Bronz                                                   | Összesen |
| 1.                                                      | Egyesült Államok (USA)                                  | 3                                                       | 2                                                       | 1                                                       | 6        |
| 2.                                                      | Spanyolország (ESP)                                     | 1                                                       | 2                                                       | 0                                                       | 3        |
| 3.                                                      | Ausztrália (AUS)                                        | 1                                                       | 1                                                       | 2                                                       | 4        |
| 4.                                                      | Olaszország (ITA)                                       | 1                                                       | 1                                                       | 0                                                       | 2        |
| 5.                                                      | Hollandia (NED)                                         | 1                                                       | 0                                                       | 1                                                       | 2        |
|                                                         |                                                         |                                                         |                                                         |                                                         |          |
| 6.                                                      | Görögország (GRE)                                       | 0                                                       | 1                                                       | 0                                                       | 1        |
|                                                         |                                                         |                                                         |                                                         |                                                         |          |
| 7.                                                      | Oroszország (RUS)                                       | 0                                                       | 0                                                       | 2                                                       | 2        |
| 8.                                                      | Magyarország (HUN)                                      | 0                                                       | 0                                                       | 1                                                       | 1        |
|                                                         |                                                         |                                                         |                                                         |                                                         |          |
| Összesen                                                | Összesen                                                | 7                                                       | 7                                                       | 7                                                       | 21       |